# Pugillaria stowae
Pugillaria stowae är en snäckart som beskrevs av Sir Joseph Cooke Verco 1906. Pugillaria stowae ingår i släktet Pugillaria och familjen Siphonariidae. Inga underarter finns listade i Catalogue of Life.